# Русинская мифология
Русинская мифология — совокупность мифологических представлений включающие в себя мифы, легенды, сказки и другие формы религиозных представлений различных представителей русинских этносов. Хоть русинская мифология является достаточно разнородной но имеет общие узнаваемые черты. Высшая мифология у русинов сохранилась достаточно плохо, больше сведений имеется по низшей мифологии.

## Низшая мифология
Бескуды это одна из разновидностей вампира распространённая в Карпатах, наибольшее количество в Бескидах. Бескудами стали представители знати бастарнов-боскудлов, которые наложили на себя заклятие, чтобы отомстить тем, кто придёт на их место. ‌‌ ‌‌‌ ‌‌ ‌‌‌ ‌‌ ‌‌‌ ‌‌‌ ‌‌ ‌‌‌ ‌‌‌ ‌‌‌‌ ‌‌‌‌‌ ‌‌‌‌ ‌‌‌ ‌‌‌ ‌‌ ‌‌ ‌‌‌ ‌‌ ‌‌‌ ‌‌ ‌‌‌ ‌‌‌ ‌‌ ‌‌‌ ‌‌‌ ‌‌‌‌ ‌‌‌‌‌ 
Блуд это нечистая сила, которая сбивает с дороги. Схожие образы существуют и у других славян. Часто блуд представлялся как нечто невидимое и неперсонифицированное, но при этом реальное, однако иногда мог представать в образе животного или человека.
Блудички это болотные и водяные духи которые появляются вблизи воды в виде блуждающих огоньков. Из блудчиков босоракани делают детали для своей одежды.
Водяник это водные мифологические существа которые наиболее часто селились у водных мельниц, под мостами, около рек и озёр. Днём водяники спали, а ночью, и в определённые часы, выходили из воды и поджидали своих жертв около рек и озёр и, наиболее часто, около водяных мельниц. В некоторых посёлках считалось, что в водяников ночью превращались некрещёные евреи.
Витренник демон, указывающий слепой шаркани, куда нести град.
Згибленята похороненные не крещенные дети которые через семь лет превращаются в нечистую силу.‌‌‌‌
Дикие люди — человекоподобные существа, обитающие в лесах и на полонинах. Пасут животных и охраняют их от людей и охотников. Гуцулы называют их самосиями из-за того, что рождаются у животных, таких как олень, медведь и волк.
Мавками (также: майки, навки, нявки) по гуцульским поверьям становились мертворожденные дети, дети умершие без крещения или задушенные матерями.
По пересказам обитают они обитают в лесах, горных пастбищах и в горных пещерах которые устелены коврами и увешаны одеждой, вышитой из краденого льна. В других пересказах говорится о том, что с тех времен как женщины стали ходить на полонины мавки ушли ещё дальше в чащу а точнее так называемые недеи — дикие, высокие вершины гор‌‌‌ недоступные для человека «куда никто не зайдёт — разве что птица залетит».‌‌ ‌‌‌На полонинах мавки устраивают игровища ‌‌под музыку «дуток» (флейт, продольных флейт, дудочек) на которых играет «осынавець» или «осына» (название черта у гулов). Хоть звуки флейт и слышны достаточно далеко, но обнаружить мавок по этим звукам нельзя, так человек может идти на звук флейты пока не забредёт в чащу и не выбьется из сил. Но, несмотря на это, есть один способ все таки обнаружить мавок. Нужно нарезать или наломать веток и сплести из них обручи. Эти обручи нужно надевать на себя пока они не покроют все тело. Только провернув данные махинации можно идти на доносящийся звук флейты и обнаружить мавок. ‌‌ ‌‌ ‌‌ ‌‌‌ ‌‌‌ ‌‌ ‌‌ ‌‌‌ ‌‌ ‌‌‌ ‌‌ ‌‌‌ ‌‌‌ ‌‌ ‌‌‌ ‌‌‌ ‌‌‌‌ ‌‌‌‌‌ ‌‌‌‌
Поляны, на которых мавки водили свои хороводы, представляли собой утоптанные, плоские круги, иногда мшистые, по поверьям там где танцевали мавки не будет расти трава вовек, такие места называли здесь игровищами. Танцы мавок носят достаточно резвый, буйный и оргиастический характер. Нередко мавок описывают достаточно распутными, поэтому не вызывает удивления то что пик их активности приходится на Ивана Купала, праздник который связан с разгулом нечистой силы и питаемый здесь мощной дохристианской традицией. К дохристианской традиции относится и праздник Розигры, перед Ивана Купала, который достаточно схожий на такой же праздник у других русинов под названием Русалля.‌‌‌‌
С переду мавка выглядит как красивая девушка с бледной кожей, распущенными волосами, в длинных рубахах или обнаженные. Сзади на спине у мавок находилась обширная (в некоторых поверья гниющая) рана через которую можно было увидеть ребра и внутренности. Также в некоторых поверьях гуцулы считают, что вслед за мавкой по земле тянутся её внутренности. Поэтому, встретив в лесу забредшего туда путника, мавка пыталась не поворачиваться к нему спиной, чтобы не выдать себя. За собой мавки оставляли следы босых детских ног. В период этого праздника мавки бродят по полям, рекам и водоемам и голосят «мав-мав». В данный период люди обходят реки и озера стороной, так как по поверьям мавки могут затащить их в чащу или под воду. По другим же поверьям пляски и игровища мавок случаются более регулярно, а именно раз в месяц.
В карпатских лесах мавки действовали как поодиночке так и небольшими группами. Молодых парней и мужчин они заманивали пением, призывами в чащу, а затем топили в реке, душили или щекотали до тех пор, пока он не умрет. Если в лесу померещится что то красное то считалось, что это хоровод мавок, которые «фуфелом идут» то есть очень быстро и резво танцуют, красный же цвет видно из за того что они обернуты спиной где видны их внутренности красного цвета.
Часто мавки могут взаимодействовать с такими сверхъестественными существами, как мамуны, упыри и водяныки. Мавки как достаточно опасные существа в изменённой форме входят в общий класс таких существ как «пламеты» в гуцульской мифологии.
По преданиям, когда мавки жили с людьми, их можно было встретить везде. Повсеместно в карпатском регионе можно было встретить повести о том, как юноша ворует платок мавки во время её купания, из-за чего она вынуждена выйти за него замуж, но при первой же возможности возвратить этот предмет она убегает от него.
Взаимоотношения мавок и христиан достаточно затруднены. Обычно христианин не может увидеть мавку, но если он её увидит? то она выступает для него более агрессивным и опасным существом.
В некоторых историях с мавкой можно договорится и нанять её для некоторых работ или охраны.
Образ мавки распространён у всех русинских этносах но наиболее завершенный образ он получил у гуцульской мифологии.
Мамуны (русин также лисниці, богині) являются бесами, которые предстают в мужской либо женской форме. Женские мамуны достаточно похожи на мавок, только являются более человечными. Женские мамуны заманивают мужчин подобно блуду у чащи и пропасти. Как только мамун показывает себя, человек сразу же впадает в ступор.
Повитруля представляет собой красивую девушку, которая способна перемещаться в воздухе, не дотрагиваясь до земли. У гуцулов ассоциируется с стихией ветра, её часто называют дочкой горных ветров. Считается, что если во сне девять дней подряд снится любимая девушка, то на десятый в её образе с полонины спускается повитруля.
Гуцульские пастухи-чабаны ни в чём не отказывают своим любовницам-повитрулям и поэтому она помогает им сохранить их стаю овец.
В некоторых повестях повитруля может выступать в образе злого демонического существа способного унести и навредить человеку.
Потопельники это души утопленных людей. Обычно потопельники одеты в белые одежды, увидеть их можно в ясные лунные ночи у омутов. Потопельники представляют собой достаточно опасных существ способных навредить человеку который находится недалеко от места их смерти. Особенно опасны они для детей которых они затягивают в омуты где они погибая становятся такими же потопельниками. Наиболее активны потопельники по ночам, когда они выходят из воды.
В местах, где могут находится потопельники, устанавливают кресты.
Телефонный черт ‌‌это демон, сидящий в телефоне или на телеграфном столбе, который передаёт голос человека по проводам.
Чугайстер согласно некоторым легендам, был когда-то давно обычным человеком. Он чем-то сильно навредил своему соседу и тот проклял его, чтобы он жил в лесу до скончания веков и не был способен умереть. Под силой проклятья чугайстер покинул родной дом и побрёл прочь в лес. С тех пор он так и бродит в одиночестве по тёмным густым лесам, чащам и диким вершинам гор и летом, и зимой, и никто не может ему навредить — ни человек, ни зверь. За много лет одежда его износилась, и чугайстер ходит теперь голым. У него длинные волосы и белая борода, обросшее белой или чёрной шерстью тело, так что человека в нём узнать очень трудно. Обыкновенно чугайстер представлялся великаном: здоровый, ростом с ель — от двух до семи метров в высоту. Есть указания, что у него синие глаза или глаза как у жабы, что он беззубый и шепелявый, что у него когти на ногах или даже копыта. Иногда чугайстра описывали одетым в белую одежду. Есть легенды, согласно которым есть только один лесной человек, или что чугайстрами стали семь братьев, или что существует всего три или четыре чугайстра.
Обычно указывается, что чугайстер не опасен для людей и даже относится к ним с симпатией, здоровается при встрече и призывает не бояться его. Он любит погреться, поболтать и покурить у людского костра в лесу, пожарить на нём пойманных и насаженных на палку как на шампур нявок. Зимой же чугайстер, чтобы согреться, мог залезать в дымоход в колыбе и петь там ветром
‌В одной истории чугайстер увлекает лесоруба в неистовый танец, припевая при этом: «Людже люджем играют-сьпівают, а ми собі такой так, такой так!»; натанцевавшись вволю, он отпустил испуганного человека, успевшего износить в танце пару новых постол; но человек мог и не выдержать быстрый темп танца чугайстра и умереть или отлететь прочь, например, в реку.
Гуцулы считали, что если лесной человек увидит ночью огонь в колыбе, то направляется к ней и зовёт: «Гой, гой, гой!». Но отвечать ему, как и всем духам, нельзя, так как ответ соединяет человеческий мир с миром духов; ответившего лесной человек может «путнуть» (то есть наслать на него болезнь) или удушить.
Наиболее часто образ чугайстра встречается у гуцулов и окружающих их русинских этносов.
Шаркань (также жэрэтвой) дракон со змеевидным телом, по поверьям обитающий в Карпатах. Шаркань является злым демоном, который может тащить на себе градовые тучи, поедать людей и скот. В некоторых историях можно встретить даже, как Шаркань поедает солнце, тем самым вызывая солнечное затмение.

### Двоедушники
Босорканя (также босорка) у русинов в образе босорки соединяются образы восточнославянской ведьмы, западнославянской богинки. Босоркам в основном приписывались такие занятия: отбирание молока у коров (брала соломы, травы, навоза с чужого двора; собирала росу на пастбище на полотно, которая затем становилась молоком; брала взаймы у хозяйки во время отела); прочий вред хозяйству и скотине; месть тем, кто её узнал; приворот и отворот; насылание порчи, болезней, смерти, сглаз; устрашение и сбивание с пути людей; заманивание и погубление парней; душение по ночам; подмена человеческого ребёнка на своего — уродливого, плаксивого и живущего только семь лет; отбирание молока у рожениц (дотрагивалась до её постел и; пила из её кружки). Считалось, что босорки более активны в День святой Люции, Сочельник, День Трёх королей, Юрьев день, четверг и пятницу Страстной недели, 1 мая, Ивановскую ночь. Босоркой могли стать: та, в кого вселился дух мертвеца; седьмая девочка в семье. Количество босоркань оценивалось в народе как большое: по паре, а то и 10-15 в каждом селе; существовали места, в которых достаточно было свистнуть в пальцы, чтобы явилось любое количество босоркань.
Наибольшее распространение образ босорки получил у лемков и долинян.
Вовкунак (также вовкун, вовкунка, вовчурь, вовкурад) человек-оборотень, на определённое время принимающий образ волка. Волколака чаще описывали как обычного волка, иногда указывались странности во внешнем виде и поведении, указывающие на его человеческое происхождение.
В некоторых поверьях вовкунак может превращаться как в волка, так и в медведя.
В Закарпатье считали, что вовкун нападает на людской скот и после смерти, а гроб с его телом способны сдвинуть с места только два вола-близнеца.

## Культ огня у гуцулов
Огонь (гуц. ватра) у гуцулов играл достаточно важную роль в жизни и ставится к нему нужно было уважительно, из чего и происходят многие традиции почитания огня у современных гуцулов. Некоторые источники указывают на то что огнем у гуцульской мифологии повелевал дух, к которому относились с осторожностью и уважением. В огонь запрещалось плевать так как считалось что из за этого на языке могут возникнуть раны, прыщи и ожоги. Также запрещалось кидать в огонь волосы и хлеб. Если огонь громко трещал считалось что в дом придет злой и разгневанный человек. Существовала так же обычай что если ребёнок постоянно плачет то нужно помыть его в воде, а ночью воду вылить в сторону света далекой ватры.
Если человек как то разозлил духа, он мог устроить пожар в доме и в таком случае было несколько вариантом упокоить духа и спасти дом от пожара. Первый способ это встать перед домом и вращать сито в противоположном направлении огню. Второй способ это оббежать вокруг дома в обнаженном виде. Если же пожар случился в результате удара молнии, считалось, что погасить такой пожар можно только полоком.
Так же бытовало поверье, что если передать хлеб над огнём ребёнку, то он определённо станет вором.
Гуцулы так же следили за добытым в Сочельник и разнесённым по избам святым огнём в течение всего года, не давая ему погаснуть.
Идучи с отарой на полонины, пастухи должны также разжечь так называемый живой огонь: пламя добывают трением двух кусков мягкого дерева. Костер должен поддерживать все время, пока пастухи находились на полонине. Вокруг огня так же водили танцы, а точнее ритуальный мужской танец «Аркан» с маленькими топориками в руках. Также в ватру кидали подкову для того что бы защитить лагерь от молнии и грома.
Был так же древний обычай «греть деда», важной частью которого был ритуальный огонь. Ватру клали на огородах, а в некоторых местностях — и возле церкви. Огонь здесь связывали с будущим урожаем и здоровьем членов семьи. Как и перед Рождеством, перед Пасхой гуцулы обычно зажигали во дворах ватру, которая горела до самого утра. У этого огня всю ночь сидели наиболее старшие мужчины в селе. Из каждого двора для ватры брали по нескольку поленцев, и свозили на место будущего пасхального огня, очевидно что этот обычай древности имел общинно-родовой характер.
Использовали гуцулы огонь и в строительстве. Когда основную конструкцию здания возвели, то хозяин кладет в сосуд раскаленные угли, добавляет туда ладана и обкуривает четыре основные бревна, на которых будет держаться вся конструкция дома. После такого обрядового действия хозяин гостит всех, кто помогал в строительстве. Делалось это для того, чтобы дом не сгорел от печного пламени или молнии. Особенно почитают гуцулы домашнюю очаг, никогда не гасят его поспешно, а всегда дают догореть самому. Древние считали неприемлемым давать кому-то грань своего домашнего очага, потому что с отданным пламенем могло пойти и домашнее счастье.

Добывали гуцулы живой огонь и в ночь перед Ивана Купала (с 23 на 24 июня по старому стилю и с 6 на 7 июля по новому стилю). На Буковинской Гуцульщине разжигать Купальский огонь имели право только здоровые, порядочные, чистые ребята. прыгали через очаг первыми парни, чем выше прыгнет парень, тем лучше будет урожай в его хозяйстве, когда упадет во время прыжка, то неладное с ним произойдет 